# Castillo de Durón
El castillo de Durón o de las Marañas fue una fortificación española situada sobre una peña al oeste de Durón, en la provincia de Guadalajara, y junto al desfiladero que abre el arroyo de la Vega de Budia. Se trataba de un castillo roquero de planta alargada con orientación norte-sur, cuya función era la de vigilar el paso por el valle del Tajo, situado a poniente, y defender el sexmo de Durón. 
La historia del castillo vendría aparejada a la de la localidad durante el Medievo, en la que primero sirvió como defensa andalusí frente a la conquista cristiana, y después, como muchas fortificaciones de Castilla, cayó en progresivo desuso al carecer de una función clara que cumplir. 
Del castillo ya no quedan vestigios que puedan certificar su origen y desaparición exactos.